# Arshad Al-Alawi
Arshad Al-Alawi (en arabe : ارشد العلوي), né le 12 avril 2000 à Nizwa, est un footballeur international omanais. Il joue au poste de milieu offensif à Al-Seeb SC.

## Carrière

### En sélection
Le 10 octobre 2019, il joue son premier match avec Oman lors d'un match comptant pour les éliminatoires de la Coupe du monde 2022 contre l'Afghanistan (victoire 3-0). Le 14 novembre 2019, il marque son premier but en sélection contre le Bangladesh (victoire 4-1).
En fin d'année 2021, il participe à la Coupe arabe de la FIFA. Lors de cette compétition organisée au Qatar, il joue quatre matchs. Il se met en évidence en inscrivant deux buts : un en phase de poule contre le Bahreïn, et un autre lors du quart de finale perdu face à la Tunisie.